# Bernsfeld
Bernsfeld ist ein Ortsteil der Gemeinde Mücke im mittelhessischen Vogelsbergkreis.

## Geographie
Der Ort liegt am Fuße des Vogelsbergs auf dem Lumda-Plateau. Am Ortsrand treffen sich die Landesstraßen 3072, 3164 und 3325. Östlich liegt ein Naturschutzgebiet mit Fischteichen.

## Geschichte

### Ortsgeschichte
Die älteste urkundliche Erwähnung von Bernsfeld erfolgte im Jahr 1227 „decimam in Bernesvelde“. (Der Zehnte in Bernsfeld). Eine weitere Urkunde, deren Kopie aus dem 14. Jahrhundert erhalten ist, stammt aus dem Jahre 1267. In ihr wird ein „Volcnandus de Bernisfelt“ erwähnt, der Schöffe in Homberg (Ohm) war. Der Ort wird in drei Einträge in Salbüchern 1582, 1587 und 1589 aufgeführt. Dabei wird 1582 ein „Melchiors Hanß von Bernsfelden“ genannt. Weiter wird erwähnt: 1587: „Bernsfellen“, 1589: „Bernsfelda“. Der Ortsname leitet sich von dem Rufnamen „Bern“ ab, bedeutet also: Siedlung auf dem Felde des Bern.
Die Statistisch-topographisch-historische Beschreibung des Großherzogthums Hessen berichtet 1830 über Bernsfeld:

„Bernsfeld (L. Bez. Grünberg) evangel. Filialdorf; liegt 2 St. von Grünberg, hat 77 Häuser und 425 evangel. Einwohner. Der Ort besitzt 1 Kirche, so wie 3 Gemeinde Backhäuser. – Bernsfeld gehörte zum Gericht Niederohmen, welches 1370 Landgraf Heinrich II. von dem Stifte St. Stephan zu Mainz, zu Lehen trug.“

Hessische Gebietsreform (1970–1977)
Zum 31. Dezember 1971 wurde die bis dahin selbständige Gemeinde Bernsfeld im Zuge der Gebietsreform in Hessen auf freiwilliger Basis in die Gemeinde Nieder-Ohmen eingegliedert. Zeitgleich fusionierten Nieder-Ohmen und Ober-Ohmen mit der Gemeinde Mücke zur neuen Großgemeinde Mücke. Für Bernsfeld wurde, wie für die übrigen Ortsteile von Mücke, wurde ein Ortsbezirk gebildet.

### Verwaltungsgeschichte im Überblick
Die folgende Liste zeigt die Staaten und Verwaltungseinheiten, denen Bernsfeld angehört(e):
- vor 1567: Heiliges Römisches Reich, Landgrafschaft Hessen, Gericht Nieder-Ohmen
- ab 1567: Heiliges Römisches Reich, Landgrafschaft Hessen-Marburg, Amt Grünberg, Gericht Nieder-Ohmen[15]
- 1604–1648: Heiliges Römisches Reich, strittig zwischen Landgrafschaft Hessen-Darmstadt und Landgrafschaft Hessen-Kassel (Hessenkrieg)
- ab 1604: Heiliges Römisches Reich, Landgrafschaft Hessen-Darmstadt, Oberfürstentum Hessen, Amt Grünberg,[16] Gericht Nieder-Ohmen
- ab 1806: Großherzogtum Hessen,[Anm. 2] Fürstentum Oberhessen, Amt Grünberg[17][18]
- ab 1815: Großherzogtum Hessen[Anm. 3], Provinz Oberhessen, Amt Grünberg[19]
- ab 1821: Großherzogtum Hessen, Provinz Oberhessen, Landratsbezirk Grünberg[Anm. 4]
- ab 1832: Großherzogtum Hessen, Provinz Oberhessen, Kreis Grünberg
- ab 1848: Großherzogtum Hessen, Regierungsbezirk Gießen
- ab 1852: Großherzogtum Hessen, Provinz Oberhessen, Kreis Grünberg
- ab 1867: Norddeutscher Bund[Anm. 5], Großherzogtum Hessen, Provinz Oberhessen, Kreis Grünberg
- ab 1871: Deutsches Reich, Großherzogtum Hessen, Provinz Oberhessen, Kreis Grünberg
- ab 1874: Deutsches Reich, Großherzogtum Hessen, Provinz Oberhessen, Kreis Alsfeld
- ab 1918: Deutsches Reich (Weimarer Republik), Volksstaat Hessen, Provinz Oberhessen, Kreis Alsfeld
- ab 1938: Deutsches Reich, Landkreis Alsfeld[20][Anm. 6]
- ab 1945: Amerikanische Besatzungszone,[Anm. 7] Groß-Hessen, Regierungsbezirk Darmstadt, Landkreis Alsfeld
- ab 1946: Amerikanische Besatzungszone, Land Hessen, Regierungsbezirk Darmstadt, Landkreis Alsfeld
- ab 1949: Bundesrepublik Deutschland, Land Hessen, Regierungsbezirk Darmstadt, Landkreis Alsfeld
- ab 1972: Bundesrepublik Deutschland, Land Hessen, Regierungsbezirk Darmstadt, Vogelsbergkreis, Gemeinde Mücke[Anm. 8]
- ab 1972: Bundesrepublik Deutschland, Land Hessen, Regierungsbezirk Darmstadt, Vogelsbergkreis, Gemeinde Mücke
- ab 1981: Bundesrepublik Deutschland, Land Hessen, Regierungsbezirk Gießen, Vogelsbergkreis, Gemeinde Mücke

### Recht

#### Materielles Recht
In Bernsfeld galt der Stadt- und Amtsbrauch von Grünberg als Partikularrecht. Das Gemeine Recht galt nur, soweit der Amtsbrauch keine Bestimmungen enthielt. Dieses Sonderrecht alten Herkommens behielt seine Geltung auch während der Zugehörigkeit zum Großherzogtum Hessen im 19. Jahrhundert, bis es zum 1. Januar 1900 von dem einheitlich im ganzen Deutschen Reich geltenden Bürgerlichen Gesetzbuch abgelöst wurde.

#### Gerichtsverfassung seit 1803
In der Landgrafschaft Hessen-Darmstadt wurde mit Ausführungsverordnung vom 9. Dezember 1803 das Gerichtswesen neu organisiert. Für die Provinz Oberhessen wurde das Hofgericht Gießen als Gericht der zweiten Instanz eingerichtet. Die Rechtsprechung der ersten Instanz wurde durch die Ämter bzw. Standesherren vorgenommen und somit war für Bernsfeld das „Amt Grünberg“ zuständig.
Das Hofgericht war für normale bürgerliche Streitsachen Gericht der zweiten Instanz, für standesherrliche Familienrechtssachen und Kriminalfälle die erste Instanz. Übergeordnet war das Oberappellationsgericht Darmstadt.
Mit der Gründung des Großherzogtums Hessen 1806 wurde diese Funktion beibehalten, während die Aufgaben der ersten Instanz 1821 im Rahmen der Trennung von Rechtsprechung und Verwaltung auf die neu geschaffenen Landgerichte übergingen. „Landgericht Grünberg“ war daher von 1821 bis 1879 die Bezeichnung für das erstinstanzliche Gericht das für Bernsfeld zuständig war.
Anlässlich der Einführung des Gerichtsverfassungsgesetzes mit Wirkung vom 1. Oktober 1879, infolge derer die bisherigen großherzoglich hessischen Landgerichte durch Amtsgerichte an gleicher Stelle ersetzt wurden, während die neu geschaffenen Landgerichte nun als Obergerichte fungierten, kam es zur Umbenennung in „Amtsgericht Grünberg“ und Zuteilung zum Bezirk des Landgerichts Gießen. Gleichzeitig wurde Bernsfeld dem Amtsgericht Homberg an der Ohm zugewiesen.
Am 15. Juni 1943 wurde das Gericht zur Zweigstelle des Amtsgerichts Alsfeld, aber bereits wieder mit Wirkung vom 1. Juni 1948 in ein Vollgericht umgewandelt. Am 1. Juli 1968 erfolgte die Auflösung des Amtsgerichts, und Bernsfeld wurde dem Sprengel des Amtsgerichts Kirchhain zugelegt.
Die übergeordneten Instanzen sind jetzt das Landgericht Marburg, das Oberlandesgericht Frankfurt am Main sowie der Bundesgerichtshof als letzte Instanz.

## Bevölkerung

### Einwohnerentwicklung
- 1791: 343 Einwohner[26]
- 1800: 318 Einwohner[27]
- 1806: 362 Einwohner, 76 Häuser[18]
- 1829: 425 Einwohner, 77 Häuser[9]
- 1867: 385 Einwohner, 62 bewohnte Gebäude[28]
- 1875: 296 Einwohner, 55 bewohnte Gebäude[29]

| Bernsfeld: Einwohnerzahlen von 1791 bis 2022 | Bernsfeld: Einwohnerzahlen von 1791 bis 2022 | Bernsfeld: Einwohnerzahlen von 1791 bis 2022 | Bernsfeld: Einwohnerzahlen von 1791 bis 2022 | Bernsfeld: Einwohnerzahlen von 1791 bis 2022 |
| --- | -------------------------------------------- | -------------------------------------------- | -------------------------------------------- | -------------------------------------------- |
| Jahr |                                              |                                              |                                              | Einwohner                                    |
| 1791 | 1791                                         |                                              | 343                                          | 343                                          |
| 1800 | 1800                                         |                                              | 318                                          | 318                                          |
| 1806 | 1806                                         |                                              | 362                                          | 362                                          |
| 1829 | 1829                                         |                                              | 425                                          | 425                                          |
| 1834 | 1834                                         |                                              | 439                                          | 439                                          |
| 1840 | 1840                                         |                                              | 416                                          | 416                                          |
| 1846 | 1846                                         |                                              | 445                                          | 445                                          |
| 1852 | 1852                                         |                                              | 446                                          | 446                                          |
| 1858 | 1858                                         |                                              | 414                                          | 414                                          |
| 1864 | 1864                                         |                                              | 401                                          | 401                                          |
| 1871 | 1871                                         |                                              | 415                                          | 415                                          |
| 1875 | 1875                                         |                                              | 398                                          | 398                                          |
| 1885 | 1885                                         |                                              | 395                                          | 395                                          |
| 1895 | 1895                                         |                                              | 384                                          | 384                                          |
| 1905 | 1905                                         |                                              | 380                                          | 380                                          |
| 1910 | 1910                                         |                                              | 417                                          | 417                                          |
| 1925 | 1925                                         |                                              | 436                                          | 436                                          |
| 1939 | 1939                                         |                                              | 404                                          | 404                                          |
| 1946 | 1946                                         |                                              | 553                                          | 553                                          |
| 1950 | 1950                                         |                                              | 532                                          | 532                                          |
| 1956 | 1956                                         |                                              | 456                                          | 456                                          |
| 1961 | 1961                                         |                                              | 435                                          | 435                                          |
| 1967 | 1967                                         |                                              | 424                                          | 424                                          |
| 1970 | 1970                                         |                                              | 425                                          | 425                                          |
| 1980 | 1980                                         |                                              | ?                                            | ?                                            |
| 1990 | 1990                                         |                                              | ?                                            | ?                                            |
| 2000 | 2000                                         |                                              | ?                                            | ?                                            |
| 2011 | 2011                                         |                                              | 435                                          | 435                                          |
| 2015 | 2015                                         |                                              | 426                                          | 426                                          |
| 2022 | 2022                                         |                                              | 471                                          | 471                                          |
| Datenquelle: Historisches Gemeindeverzeichnis für Hessen: Die Bevölkerung der Gemeinden 1834 bis 1967. Wiesbaden: Hessisches Statistisches Landesamt, 1968. Weitere Quellen: LAGIS; Gemeinde Mücke; Zensus 2011 |                                              |                                              |                                              |                                              |

### Einwohnerstruktur 2011
Nach den Erhebungen des Zensus 2011 lebten am Stichtag dem 9. Mai 2011 in Bernsfeld 435 Einwohner. Darunter waren 9 (2,1 %) Ausländer. Nach dem Lebensalter waren 150 Einwohner unter 18 Jahren, 354 zwischen 18 und 49, 210 zwischen 50 und 64 und 153 Einwohner waren älter. Die Einwohner lebten in 162 Haushalten. Davon waren 39 Singlehaushalte, 45 Paare ohne Kinder und 63 Paare mit Kindern, sowie 15 Alleinerziehende und keine Wohngemeinschaften. In 27 Haushalten lebten ausschließlich Senioren und in 105 Haushaltungen lebten keine Senioren.

### Historische Religionszugehörigkeit
- 1829: 425 evangelische (= 100 %) Einwohner[9]
- 1961: 382 evangelische (= 87,82 %), 39 katholische (= 8,97 %) Einwohner[1]

## Politik
Ortsbeirat
Für Bernsfeld besteht ein Ortsbezirk (Gebiete der ehemaligen Gemeinde Bernsfeld) mit Ortsbeirat und Ortsvorsteher nach der Hessischen Gemeindeordnung.
Der Ortsbeirat besteht aus fünf Mitgliedern. Bei den Kommunalwahlen in Hessen 2021 betrug die Wahlbeteiligung zum Ortsbeirat 62,43 %. Alle Mitglieder gehören der „Dorfgemeinschaft Bernsfeld“ an. Der Ortsbeirat wählte Arno Döring zum Ortsvorsteher.

## Sehenswürdigkeiten
- Naturdenkmal Die 7 Linden an der Straße nach Atzenhain
- Neue Kirche, die alte Fachwerkkirche wurde 1984 nach Ilsdorf umgesetzt

## Verkehr
Den öffentlichen Personennahverkehr stellt die Verkehrsgesellschaft Oberhessen mit der Buslinie VB-75 sicher.